# 平間正一
平間 正一（へいま しょういち、1956年1月19日）は、日本の実業家。佐川急便代表取締役社長（2009年3月 - 2012年3月）。

## 来歴・人物
長崎県出身。1974年、長崎県立対馬高等学校卒業。 1975年10月、九州佐川急便株式会社入社。

## 経歴
- 1986年10月 - 北海道佐川急便代表取締役社長
- 1992年5月 - 佐川急便取締役
- 1994年3月 - 取締役副社長
- 1998年6月 - 取締役副社長兼営業本部長
- 2009年3月 - 代表取締役社長
- 2012年3月21日 - 副会長
- 2012年9月20日 - 副会長退任[1]